# 빌리 버드 (오페라)
《빌리 버드(Billy Budd)》는 벤저민 브리튼이 작곡한 프롤로그와 에필로그가 있는, 2막의 영어 오페라이다. 에드워드 모건 포스터가 에릭 코지어의 도움을 받아, 허먼 멜빌의 동명의 소설 《빌리 버드》를 기초로 대본을 작성하였다. 빌리 버드는 1951년 12월 1일 런던의 코벤트 가든의 로열 오페라 하우스에서 초연되었다.
브리튼은 포스터가 캠브리지 대학교의 Clark 강의에서 소설 빌리 버드를 논하는 것을 들었다. 브리튼과 포스터는 제2차 세계 대전일 발발하기전 만나서, 친구가 되었다. 1948년 포스터가 브리튼을 위해 대본을 제공하는 것에 대한 질문을 하고, 11월 브리튼은 빌리 버드를 가능성있다고 언급하였다. 한달 뒤, 포스터는 에릭 코지어의 도움을 받아 대본을 작성하기로 하였다.
이 오페라는 원래 4막으로 작곡되었다. 1960년 브리튼은 BBC 방송 리바이벌을 위한 준비로 이 오페라를 상당 부분 수정하여, 2막과 1막 마지막에서 비어의 등장을 잘라내며 압축시켰다. 그 결과 프롤로그 뒤의 비어 선장의 첫 번째 등장은 대중에게 하는 연설이 아니라, 그의 오두막에서 홀로 개인적인 시간을 가진 것이 되었다. 이 2막 판본은 일반적으로 더 극적인 효과를 가진다고 여겨지지만, 때때로 4막 판본이 리바이벌 공연되며, 음반 녹음이 된다.

## 등장인물
| 역할 비어 선장, 전함 "불굴"의 선장 빌리 버드, 선원 존 클라가트, 선임 위병 부사관 - 레드번, First Lieutenant 플린트, 항해장 래드클리프해군 대위 붉은 구레나룻, an impressed man 도날드 댄스커, 늙은 선원 풋내기 풋내기의 친구 찍찍이 갑판장 First Mate Maintop 아서 존스, an impressed man Midshipmen, 관리들, 선원들, 드러머들, 해군들 | 성악 영역 테너 바리톤 베이스 - 바리톤 베이스 테너 바리톤 베이스 테너 바리톤 테너 바리톤 테너 바리톤 합창 | 초연시 가수들 피터 피어스 시어도어 업먼 Frederick Dalberg - 허비 앨런 Geraint Evans Michael Langdon Anthony Marlowe Bryan Drake Inia Te Wiata William McAlpine John Cameron David Tree Rhydderch Davies Hubert Littlewood Emlyn Jones 앨런 홉슨 코벤트 가든 오페라 합창단 |